# Nižná Rybnica
Nižná Rybnica (in ungherese: Alsóhalas) è un comune della Slovacchia facente parte del distretto di Sobrance, nella regione di Košice.